# Classement mondial de snooker 1987-1988
Classement mondial, des joueurs de snooker du top 32 (et de quelques autres) pour la saison 1987-1988. Les points sont calculés en additionnant les points accumulés lors des deux saisons précédentes (1985-1986 et 1986-1987).
| no  | Nom               | Pays            |
| --- | ----------------- | --------------- |
| 1   | Steve Davis       | Angleterre      |
| 2   | Jimmy White       | Angleterre      |
| 3   | Neal Foulds       | Angleterre      |
| 4   | Cliff Thorburn    | Canada          |
| 5   | Joe Johnson       | Angleterre      |
| 6   | Terry Griffiths   | Pays de Galles  |
| 7   | Tony Knowles      | Angleterre      |
| 8   | Dennis Taylor     | Irlande du Nord |
| 9   | Alex Higgins      | Irlande du Nord |
| 10  | Silvino Francisco | Afrique du Sud  |
| 11  | Willie Thorne     | Angleterre      |
| 12  | Rex Williams      | Angleterre      |
| 13  | John Parrott      | Angleterre      |
| 14  | Doug Mountjoy     | Pays de Galles  |
| 15  | Dean Reynolds     | Angleterre      |
| 16  | Mike Hallett      | Angleterre      |
| 17  | Cliff Wilson      | Pays de Galles  |
| 18  | Peter Francisco   | Afrique du Sud  |
| 19  | John Virgo        | Angleterre      |
| 20  | Tony Meo          | Angleterre      |
| 21  | Kirk Stevens      | Canada          |
| 22  | John Campbell     | Australie       |
| 23  | Stephen Hendry    | Écosse          |
| 24  | Eugene Hughes     | Irlande         |
| 25  | David Taylor      | Angleterre      |
| 26  | Eddie Charlton    | Australie       |
| 27  | Dave Martin       | Angleterre      |
| 28  | John Spencer      | Angleterre      |
| 29  | Barry West        | Angleterre      |
| 30  | Murdo MacLeod     | Écosse          |
| 31  | Steve Longworth   | Angleterre      |
| 32  | Tony Drago        | Malte           |
| 33  | Bill Werbeniuk    | Canada          |
| 38  | Ray Reardon       | Pays de Galles  |
| 46  | Tony Jones        | Angleterre      |
| 61  | Fred Davis        | Angleterre      |
| 67  | Steve James       | Angleterre      |
| 68  | Graham Miles      | Angleterre      |
| 75  | Patsy Fagan       | Irlande         |
| 91  | Jim Meadowcraft   | Angleterre      |
| 103 | John Dunning      | Angleterre      |
| 130 | Martin Clark      | Angleterre      |
| 137 | Gary Wilkinson    | Angleterre      |
| 138 | Alain Robidoux    | Canada          |